# Vitrea inae
Vitrea inae é uma espécie de gastrópode da família Zonitidae.
É endémica de Espanha.